# Grigol Mgaloblishvili
Grigol Mgaloblishvili (em georgiano:  გრიგოლ მგალობლიშვილი; Tbilisi, 7 de outubro de 1973) é um político e diplomata georgiano que é Representante Permanente da Geórgia junto à OTAN desde 26 de junho de 2009. Ele serviu brevemente como Primeiro-Ministro da Geórgia em 1 de novembro de 2008 a 6 de fevereiro de 2009.

## Juventude
Grigol Mgaloblishvili nasceu em Tbilisi, capital da então Geórgia soviética, em uma família acadêmica. Ele serviu como embaixador da Geórgia na Turquia até 27 de outubro de 2008, quando o presidente Mikheil Saakashvili o propôs para o cargo de primeiro-ministro da Geórgia no Parlamento da Geórgia. Ele fala inglês, turco, russo e alemão.

## Primeiro ministro
Mgaloblishvili foi aprovado como primeiro-ministro em 1 de novembro de 2008.
Em dezembro de 2008, a mídia russa pegou amplamente uma reportagem do tabloide da Geórgia, Alia, alegando que ocorreu um incidente entre Mgaloblishvili e Saakashvili no qual o último supostamente socou Mgaloblishvili e jogou um telefone nele. A história não explica o que provocou o presidente. Pouco depois, Mgaloblishvili partiu para a Alemanha para um exame médico. Voltando à Geórgia, ele chamou o "hype e rumores" de ridículos. presidente Saakashvili também respondeu aos rumores, dizendo que após o retorno de Mgaloblishvili "a Rússia se acalmará e se concentrará mais nas questões globais".
Em 30 de janeiro de 2009, durante uma conferência de imprensa, Mgaloblishvili anunciou sua renúncia citando problemas de saúde e dizendo que havia sugerido ao presidente considerar a nomeação de Nika Gilauri, o ministro das finanças e primeiro vice-premier, para o cargo de primeiro-ministro.

## Embaixador na OTAN
Em 26 de junho de 2009, Mgaloblishvili foi aprovado pelo Parlamento da Geórgia como Representante Permanente do país junto à OTAN.